# 第2S飛行中隊
第2S飛行中隊（仏語：Escadrille 2S）は、フランス海軍海軍航空隊の一つ。 1955年4月1日に創設され、2000年3月10日に解散された。部隊はそのまま第24F海軍航空隊に再編成される。

## 配備基地
- アルズー[1]海軍航空基地（1943年11月 - 1946年6月）
- ラン＝ビウエ海軍航空基地（1955年4月 - 2000年3月）

## 装備機
- ノール 262E
- エンブラエル EMB 121